# Millerntor-Stadion
El Millerntor-Stadion, antes llamado Wilhelm-Koch-Stadion, es un estadio de fútbol ubicado en Hamburgo, Alemania. Fue inaugurado en 1963 y tiene una capacidad para albergar a 29 546 espectadores. Su equipo local es el FC St. Pauli de la Bundesliga alemana.

## Nombre

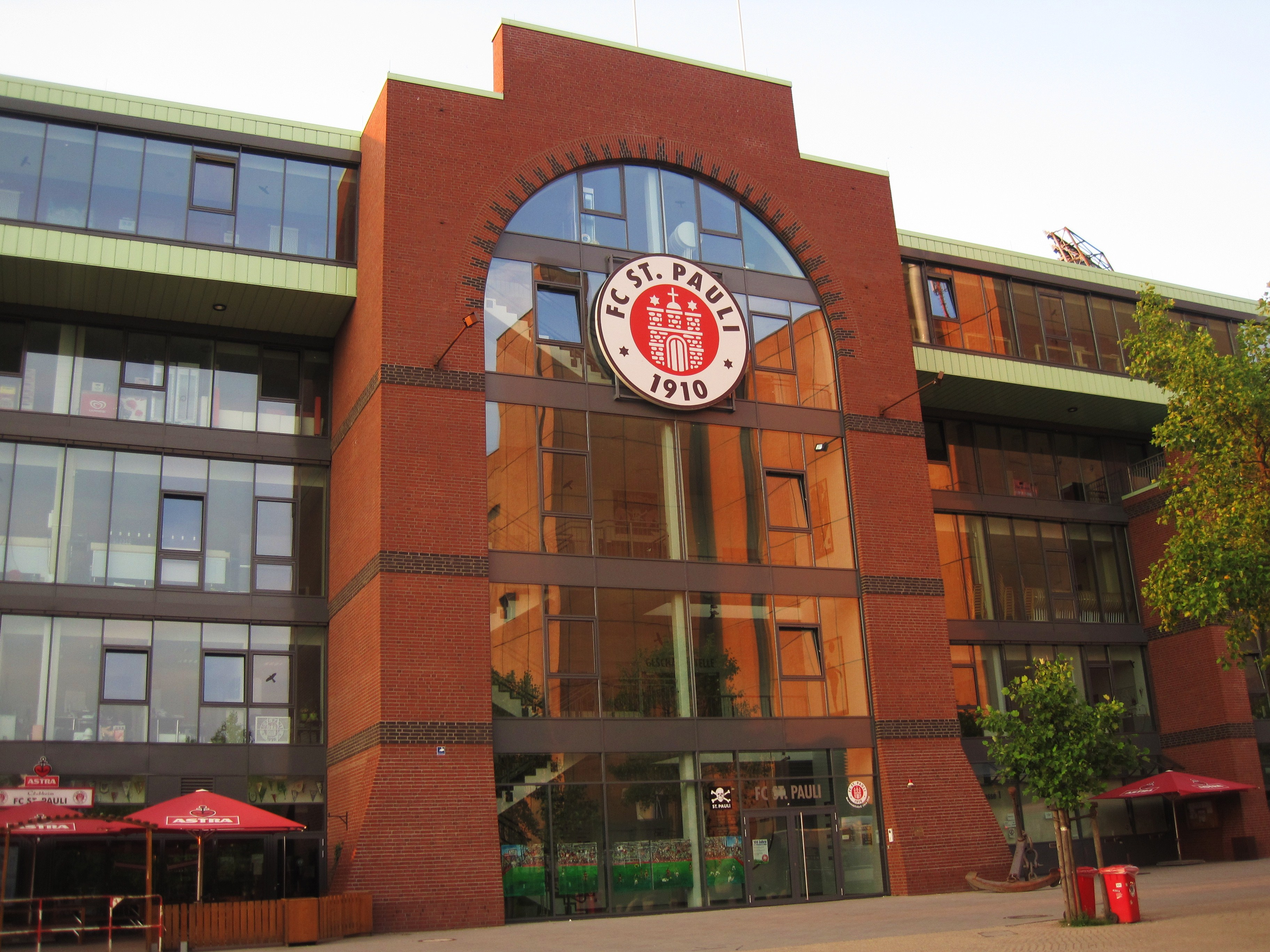
Fachada del estadio.

De 1970 a 1998, el Millerntor-Stadion fue conocido como Wilhelm-Koch-Stadion en honor al presidente de la entidad durante las etapas 1931-1945 y 1948-1969. En 1997, al descubrirse que era miembro del partido nazi según un libro publicado un año antes por René Martens,  la AGiM (Arbeitsgemeinschaft interessierter Mitglieder), grupo de aficionados descontentos con la marcha del equipo que inicialmente se constituyó para que el filial del equipo pudiera jugar en el estadio y que se hizo cada vez más relevante, presentó una moción que aunque no contaba con el apoyo de los veteranos finalmente salió adelante.
El nombre Millerntor deriva de la Puerta de Millerntor, una de las puertas que permiten la entrada a través de la muralla que rodeaba la ciudad libre y hanseática de Hamburgo. El área ahora se encuentra en el actual St. Pauli fuera de la muralla de la ciudad entre Hamburgo y la ciudad danesa de Altona. Se da la paradoja que Tor significa Gol en alemán.

## Historia

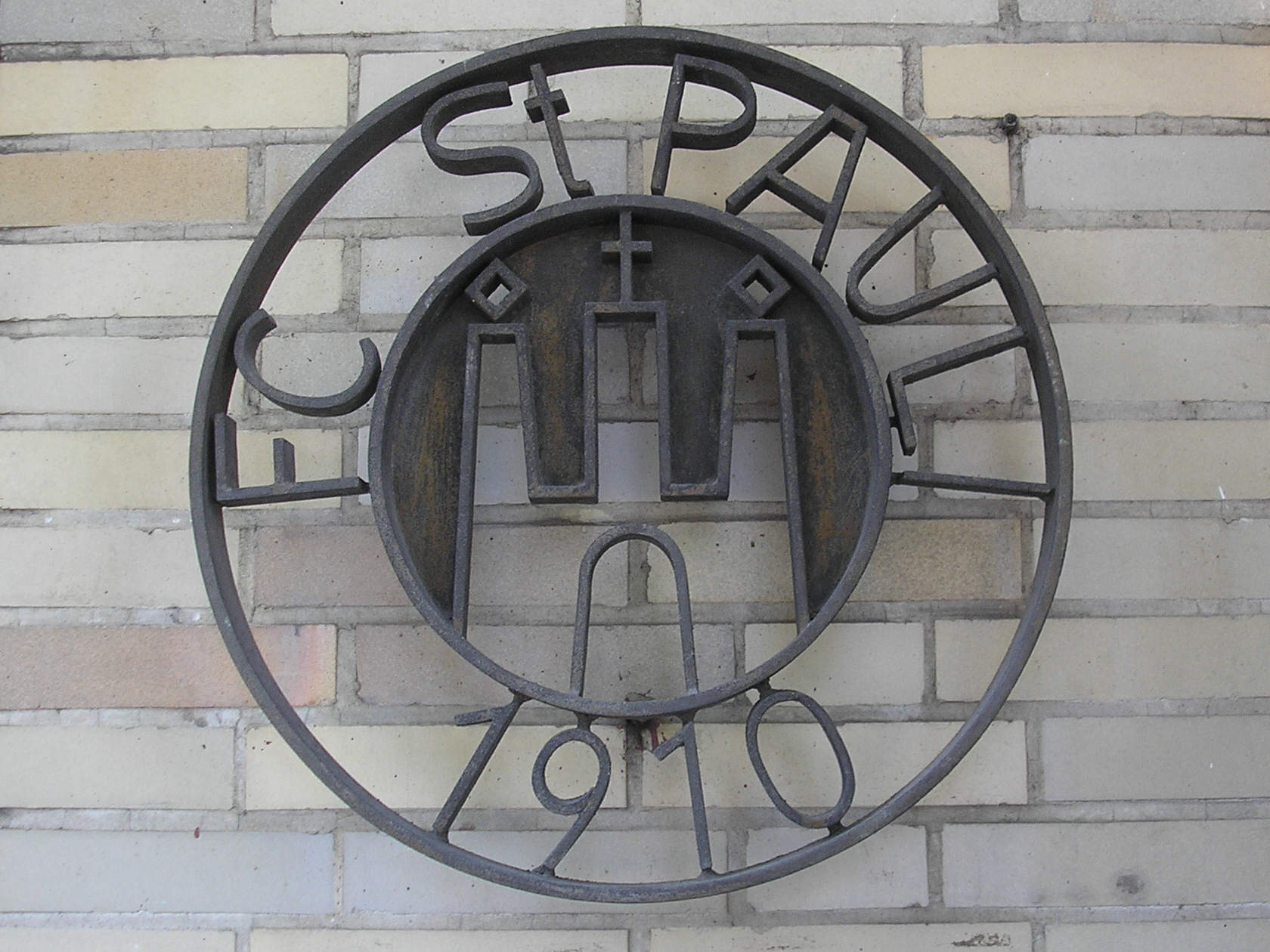
Logo del club en la fachada del Millerntor-Stadion en 2007.

El estadio toma su nombre de la puerta de acceso al suburbio de San Pauli de 1246.
En 1935 debido a varios mítines de los nacionalsocialistas  dejaron el césped en muy mal estado por lo que durante más de un año el FC San Pauli debió de jugar algunos partidos en el estadio Exerzierweide de Altona.
Los bombardeos que recibió Hamburgo durante la Operación Gomorra dejaron partes del estadio pues cerca había un gran número de búnkeres y torres antiaéreas. Eso provocó que entre las ruinas y cráteres, la directiva tomará la determinación de reconstruir el estadio. En 1946, el club construyó su propio estadio en el sitio original del observatorio de Hamburgo, construido en 1802 por Johann Georg Repsold y ubicado en la Heiligengeistfeld frente al viejo parque de bomberos y en la esquina entre Glacischaussee y Budapester Strasse (de 1946 a 1956 fue llamada Ernst Thälmann). Uno de los raids también destruyó totalmente la sede social del club.
El 17 de noviembre se reinaguraba el estadio en un partido amistoso ante el Schalke 04 al que asistieron 30 000 personas y acabó con el resultado de 1 a 0.. Como anécdota cabe destacar que el 11 de junio de 1959 se jugó un encuentro entre una selección de jugadores de los clubes de Hamburgo contra el Santos FC de Pelé ante 15 000 espectadores y que acabó con un 0 a 6 a favor de los paulistas con goles de Pelé, Dorval por 2 ocasiones y Coutinho en 3.
Sin embargo, el estadio no duró mucho tiempo, ya que tuvo que ser retirado en 1961. Esto se debió a la Internacional Gartenschau Austellum (IGA o Exposición Internacional de Jardinería) de 1963 en Hamburgo (el sitio es hoy utilizado por la entrada norte de la estación de U-Bahn St. Pauli), motivo por el cual el Ayuntamiento requirió los terrenos para que albergara el certamen. A cambio avaló la construcción de un nuevo complejo deportivo que se situaría dentro de la zona de Heiligengeistfeld, centro histórico del club.
Como resultado, el club tuvo que buscar un nuevo estadio y así en 1961 se inició la construcción del Millerntor-Stadion con capacidad para 32 000 espectadores, pero que se redujo posteriormente a 20.629 por razones de seguridad. El nuevo estadio fue inaugurado en julio del 61 con un amistoso contra el CDNA Sofía búlgaro que derrotó al equipo alemán por 4 goles a 7.
Pero debido a problemas con el sistema de drenaje se reinauguró en 1963 con el nombre de Wilhel-Koch-Stadion. Para tratar de solucionar el problema se decidió excavar unos 500 agujeros y llenarlos de arena, lo que no sólo no arreglo el problema sino que hizo del campo un lodazal y fue objeto de las chanzas del público sankt-paulianer que decía que ella jugaba el Sand Pauli. Cuando un jugador se rompió el tobillo por el estado del terreno de juego, la directiva decidió que hasta que el problema no se solucionara el problema jugarían en el estadio Hoheluft del SV Victoria hasta finales del 63. A pesar de ello el problema no fue definitivamente solucionado hasta 2007. Ese mismo año los socios del equipo acordaron que su nombre no sería utilizado con fines comerciales ni sería vendido a ninguna empresa o patrocinador. 
El año 1987 fue el último en el que no habría vallas que rodeasen el terreno de juego, hecho que producía la curiosa situación de que si en los minutos finales el partido no estaba decidido la hinchada se situaba detrás de la portería rival para distraer al guardameta.

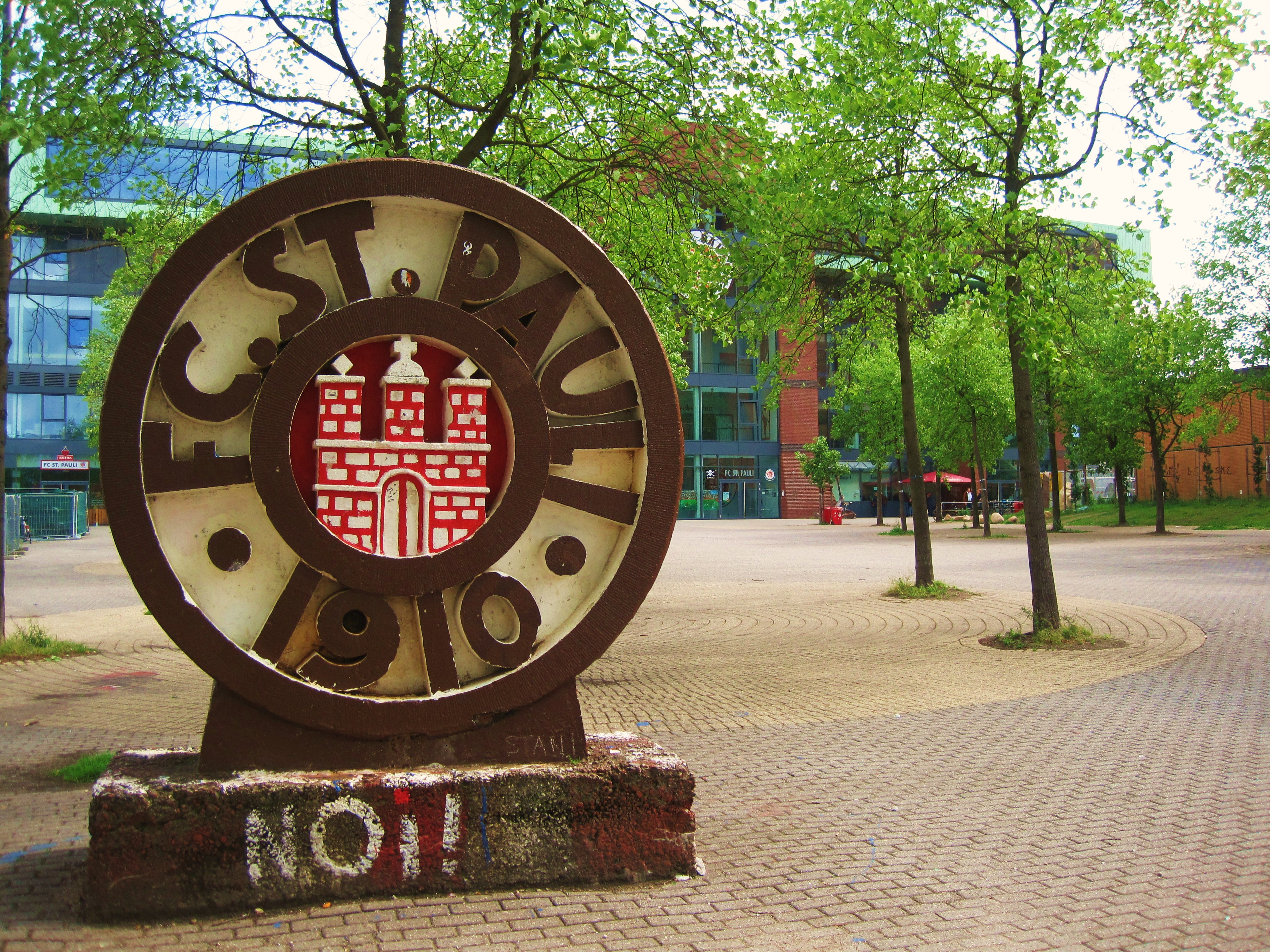
Millerntor-Stadion en 2007 desde BudapesterStrasse.

En 1989 el club, que tenía una deuda de 3,8 millones de marcos. Así pues la directiva tuvo la idea de construir un complejo multifuncional en los terrenos del estadio con una capacidad para 50 000 espectadores, el llamado Sport-Dome. Este complejo contaría con un techo hidráulico, piscina, pista de hockey sobre hielo, gradas retráctiles y aparcamiento subterráneo. El proyecto que contaba con el apoyo de un grupo de inversores canadienses y que ascendía a unos 500 millones de marcos. Los aficionados protestaron en contra de la comercialización de su estadio y los residentes en el barrio por lo que podría conllevar consigo. La campaña contra el proyecto se realizó bajo el lema <<St.Pauli, Ja.Sport-Dome, Nein>> y se distribuyeron miles de octavillas en la que se pedía a los espectadores que permaneciesen en silencio durante 5 minutos al comienzo del encuentro contra el Karlsruher SC y que acudieran a la manifestación que se realizaría al finalizar el partido. En el siguiente partido como local, disputado  contra el Bayer Leverkusen, se realizó una marcha que partió desde la estación de Sternschanze hacia el estadio. Finalmente Otto Paulick, presidente del equipo, anunció la retirada del proyecto. Dicho proyecto de ser realizado habría reportado al club unos 10 millones de marcos.
La bonanza económica de la temporada 2005/06 hizo que a finales de 2006 se iniciasen las obras de remodelación, obligadas por las exigencias de la DFB, con el derribo de la Südkurve que se terminó al año siguiente. Ese mismo año  se amplió la Haupttribune. El partido de inauguración de la "Südkurve" fue un FC Sankt Pauli contra Cuba con resultado final de 7 a 0 para el equipo local.
En el congreso de hinchas de 2009 se acordó el rechazo a vender el nombre del estadio a una marca comercial, la negativa a establecer acuerdos de patrocinio con marcas sospechosas de fascismo, sexismo u homofobia. También se prohibió la publicidad en las pantallas del estadio.
En el verano de 2010 se terminó la Tribuna Principal que incluía 4800 localidades business y palcos para corporaciones y ejecutivos, cerca de la mitad de su aforo. Uno de los reservados fue alquilado fue la empresa Susi´s Show Bar, un local de estriptis de la zona, que instaló una barra vertical para que los asistentes a dichos palcos se entretuviesen durante los partidos. También fueron puestas en la grada pantallas led donde los asistentes podían leer los SMS que se mandaban durante el transcurso del partido. Estos hechos, junto a que la bebida oficial del club fuera Kalte Muschi, cuya traducción literal sería Coño Frío, para los aficionados que siempre habían combatido el sexismo y la comercialización fue una provocación por lo acordado un año antes y provocó la movilización de los autodenominados Sozialromantiker, un grupo de aficionados que tomó su nombre de como el presidente del club Corny Littman años antes había llamado a los aficionados contrarios a la creación de una moneda propia de uso dentro del estadio. Entre las exigencias de estos aficionados se encontraban no incluir publicidad ni antes ni durante el partido, cancelar el contrato con Susi´s Show Bar, la desintalación de las pantallas led, la transformación de la zona vip en zona con precios populares, el no vender el nombre del estadio a patrocinado alguno e incluso no pintar la guardería que hay dentro. Si estas peticiones no eran atendidas realizarían una campaña contra la web del club, el servicio de cáterin y boicotearían los partidos llegado el momento.
Al inicio de la siguiente temporada el club no renovó el contrato con Susi´s Show Bar. Esa misma temporada para poder disponer de capital para poder llevar a cabo la remodelación del estadio y la mejora de los campos de entrenamiento se decidió crear el Bonus Sankt Pauli 2011-2018 que otorgaba un interés del 6% anual hasta la fecha de su vencimiento y que fue todo un éxito. Además esa misma temporada se ve obligado a instalar un túnel de acceso al terreno de juego para el trío arbitral y el equipo rival debido al lanzamiento de objetos.
En septiembre de 2012 se producen nuevas movilizaciones en contra del proyecto de la construcción de una comisaría en la zona inferior de la Gegengerade que debería contar con celdas para aficionados que crearan disturbios. Este proyecto respondía a las demandas de la DFB para renovar las licencias de los clubes. Los aficionados pidieron que en lugar de la comisaría fuera el museo del club.

## Galería

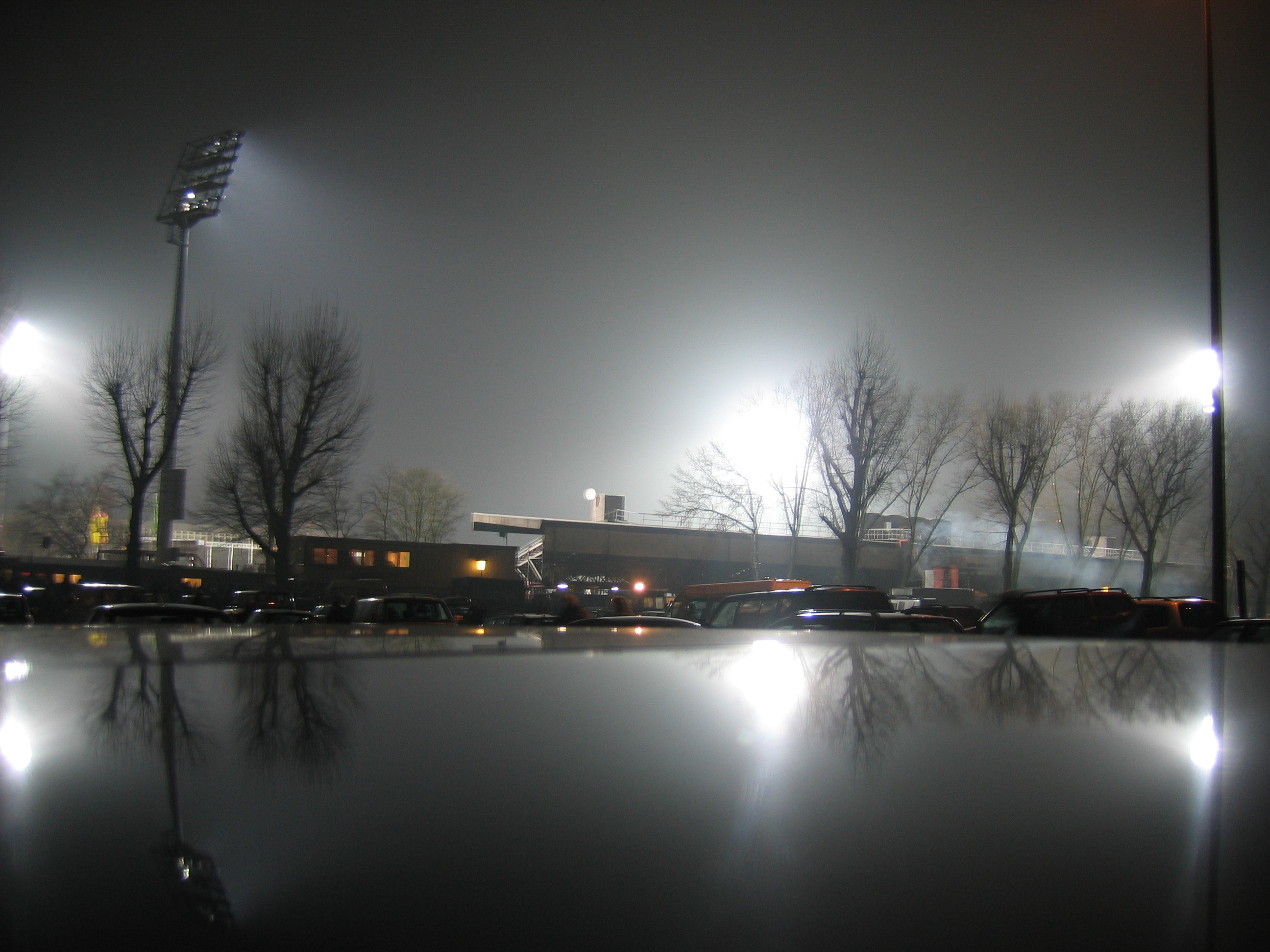
Vista nocturna en 2006
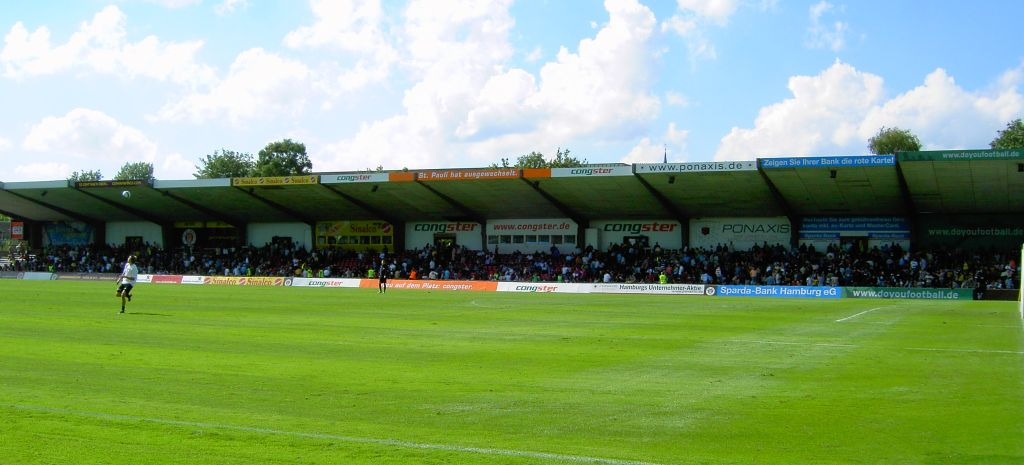
Vista de la Tribuna en 2006
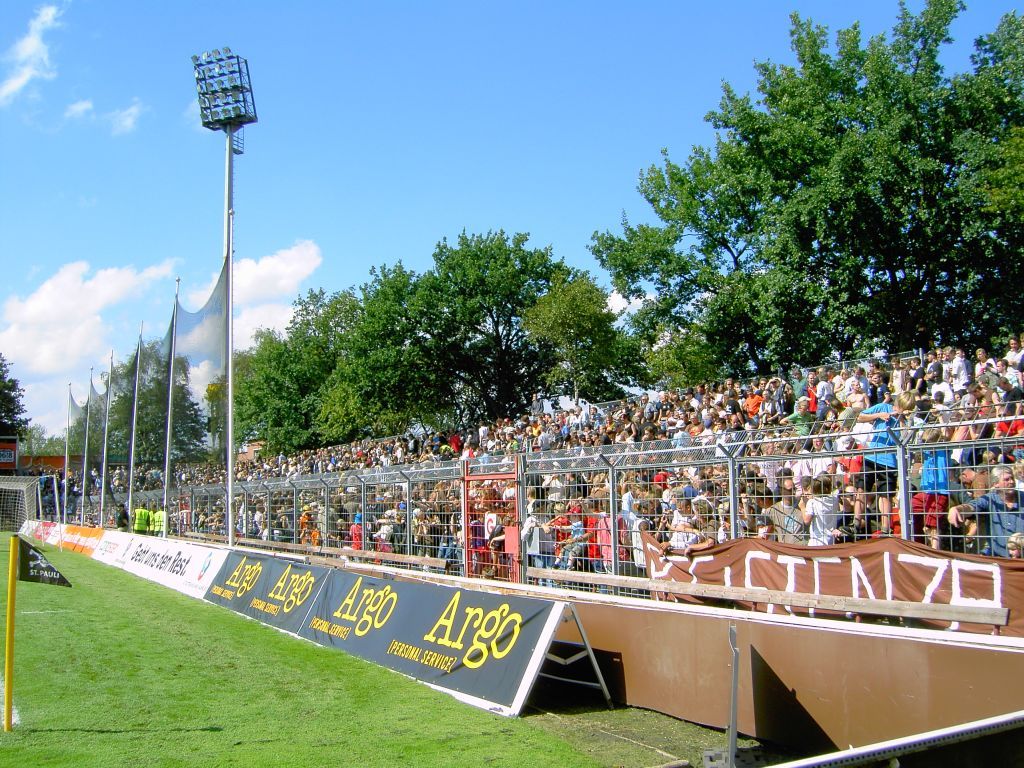
Nordkurve en 2008
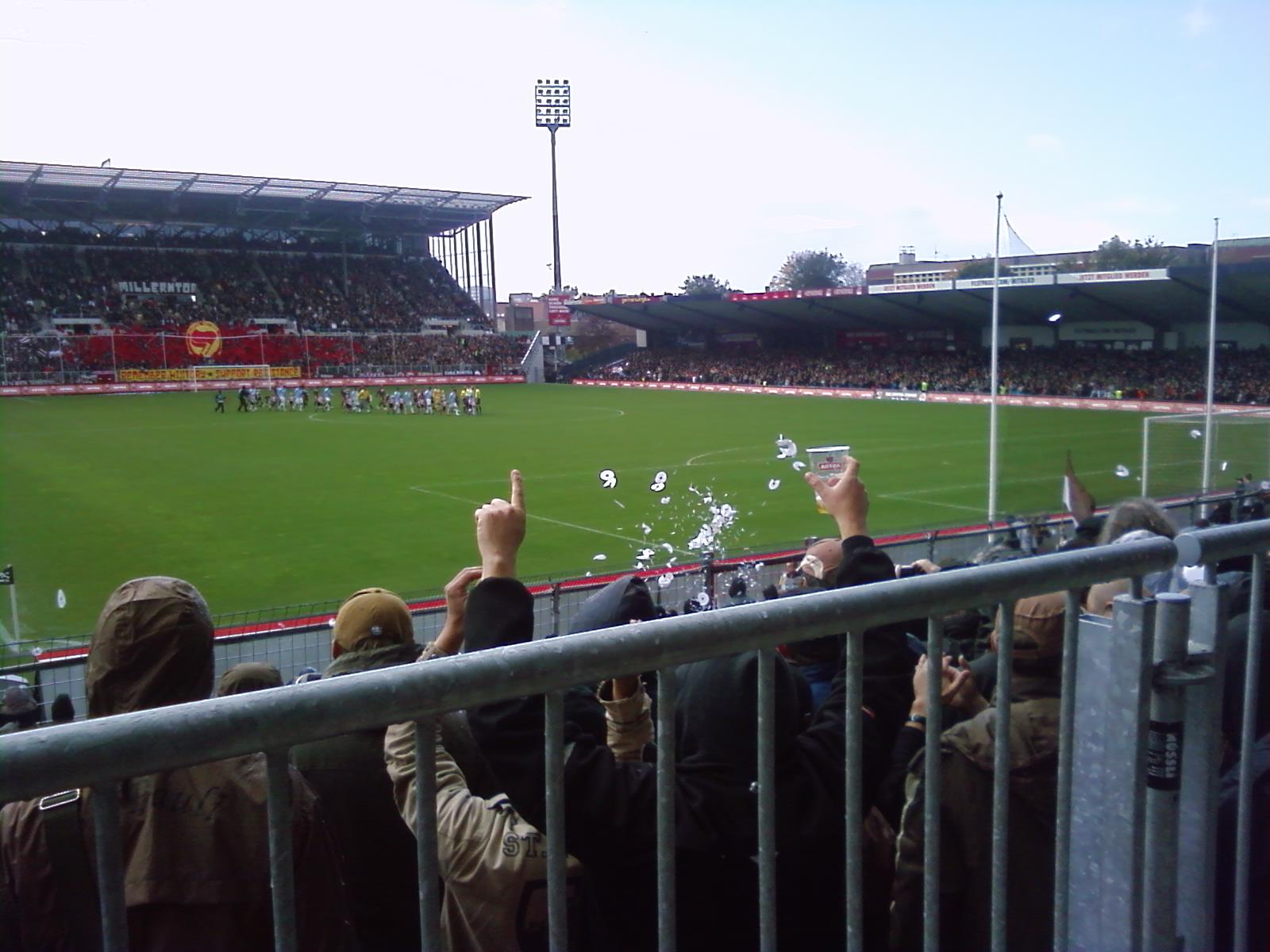
Panorámica de la Nordkurve en 2009.
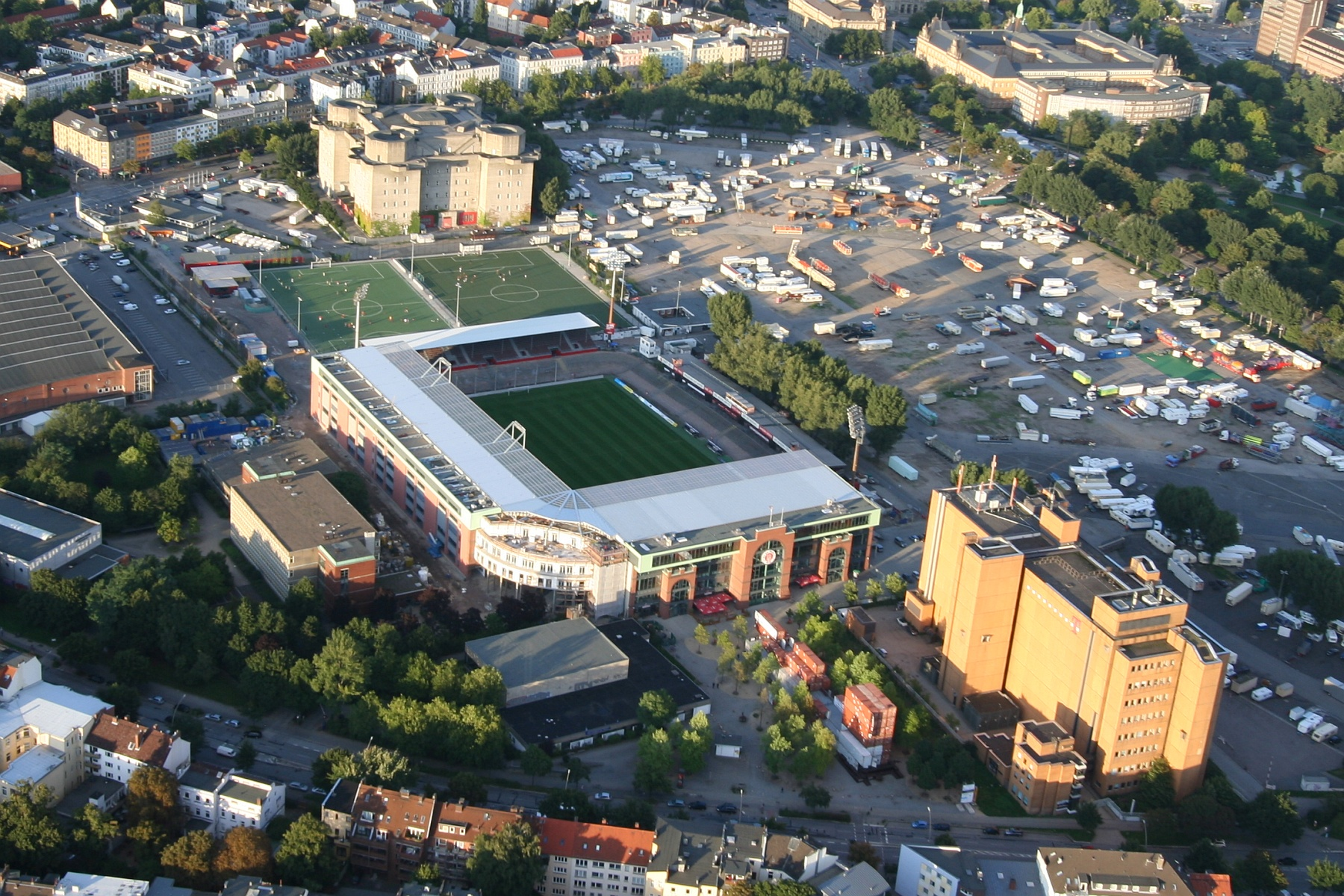
Vista aérea en 2010.
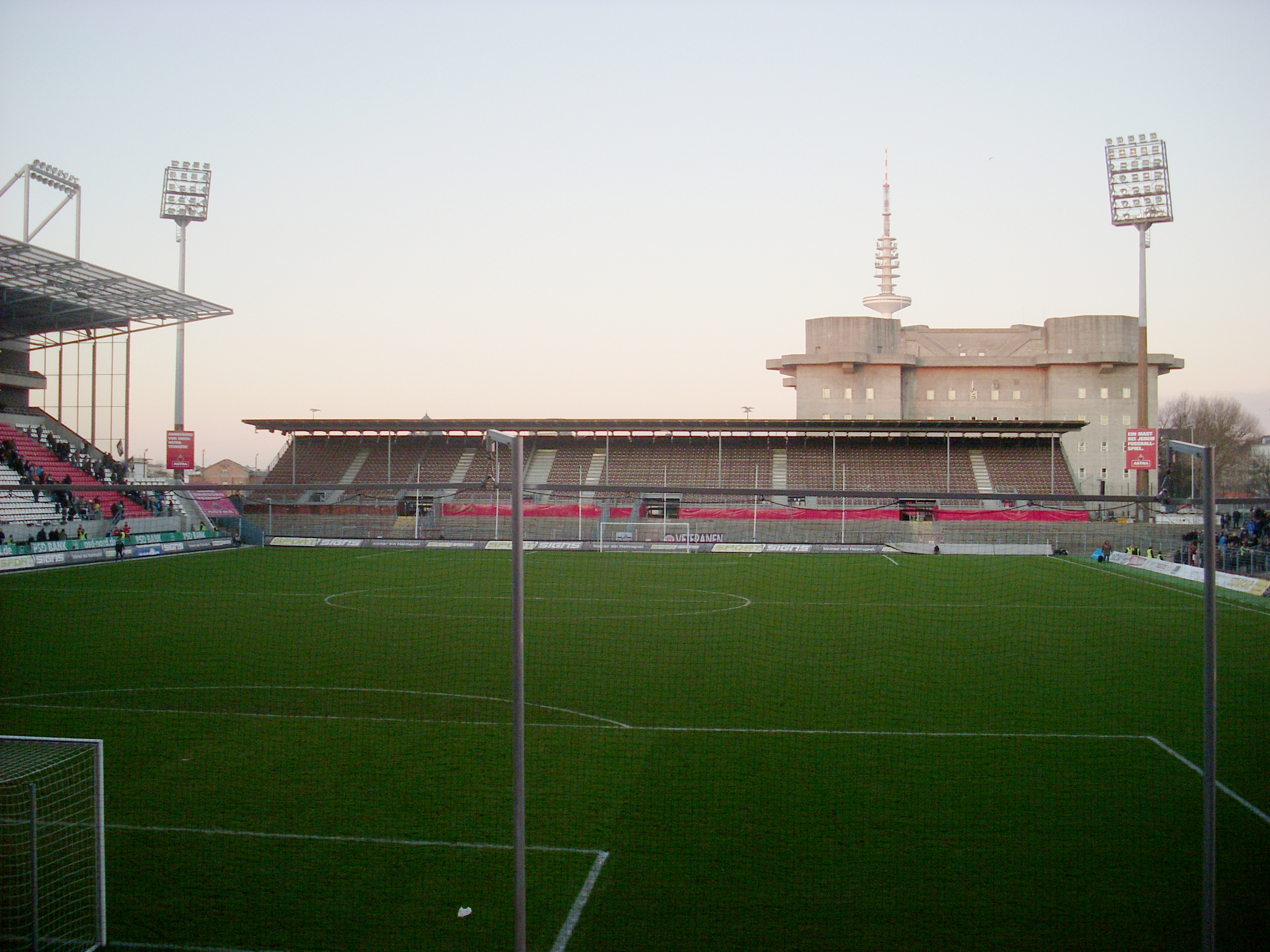
Gol Norte en 2011.
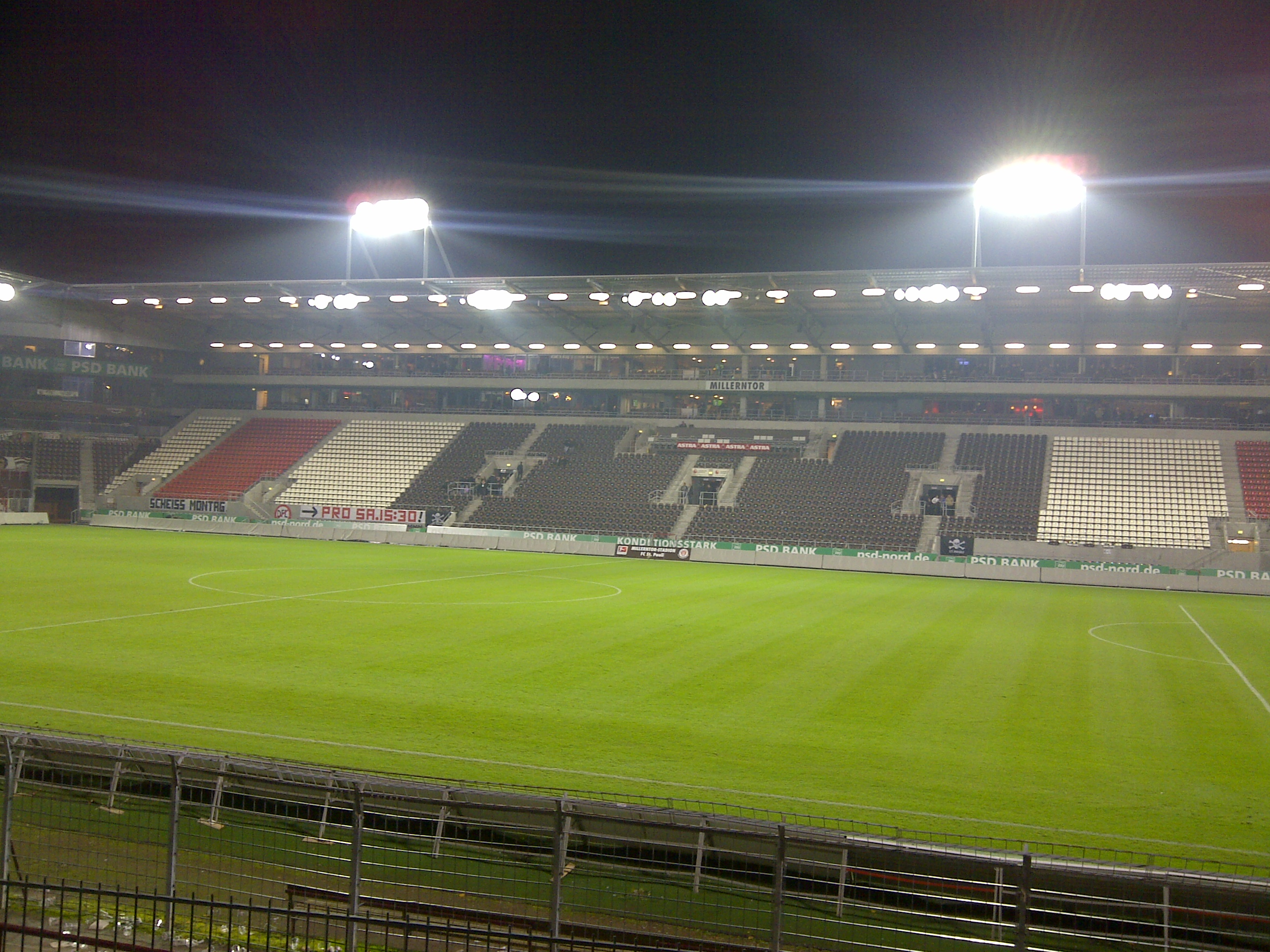
Tribuna en 2011
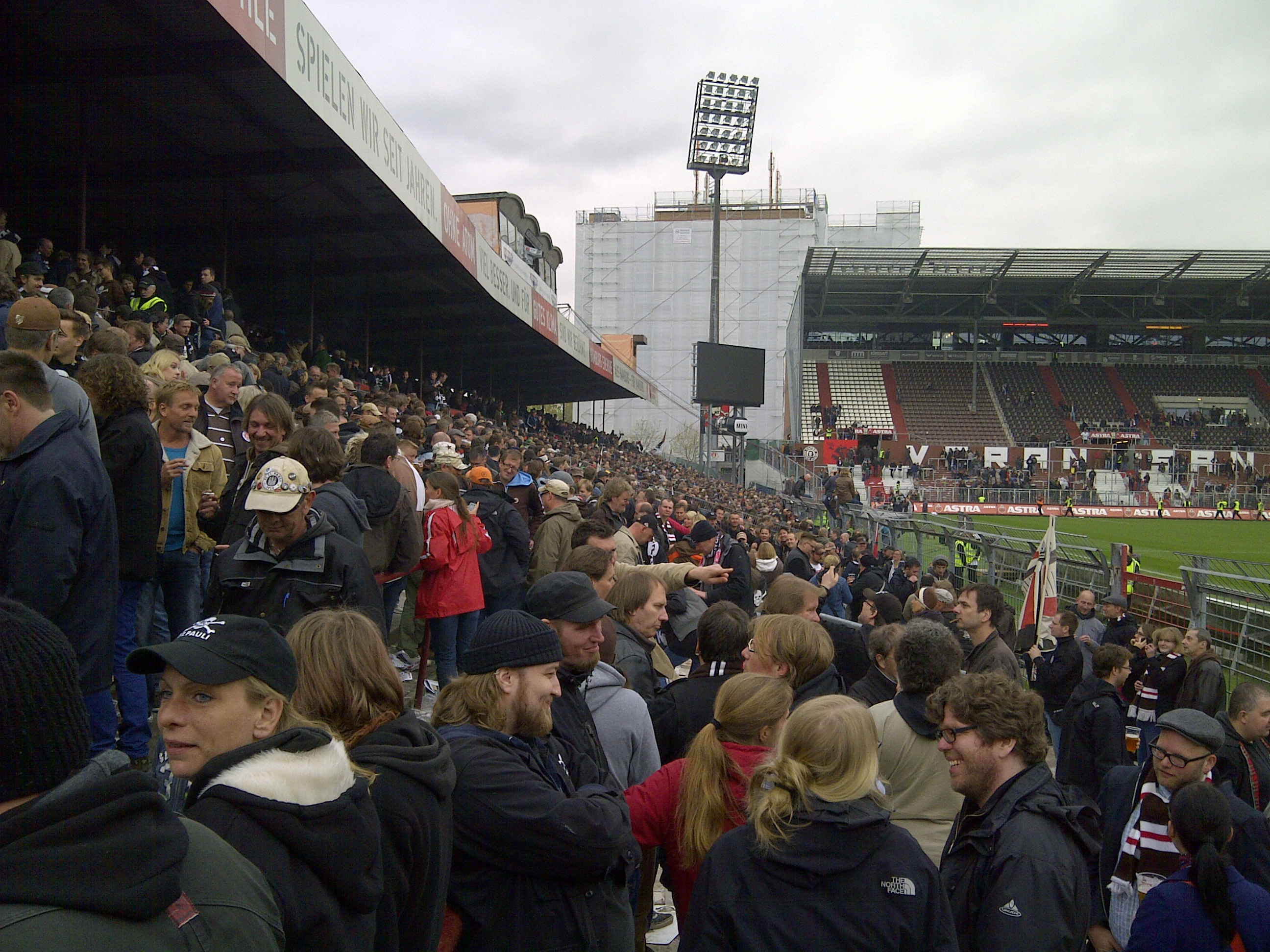
Gegengerade en 2012 antes de ser demolida
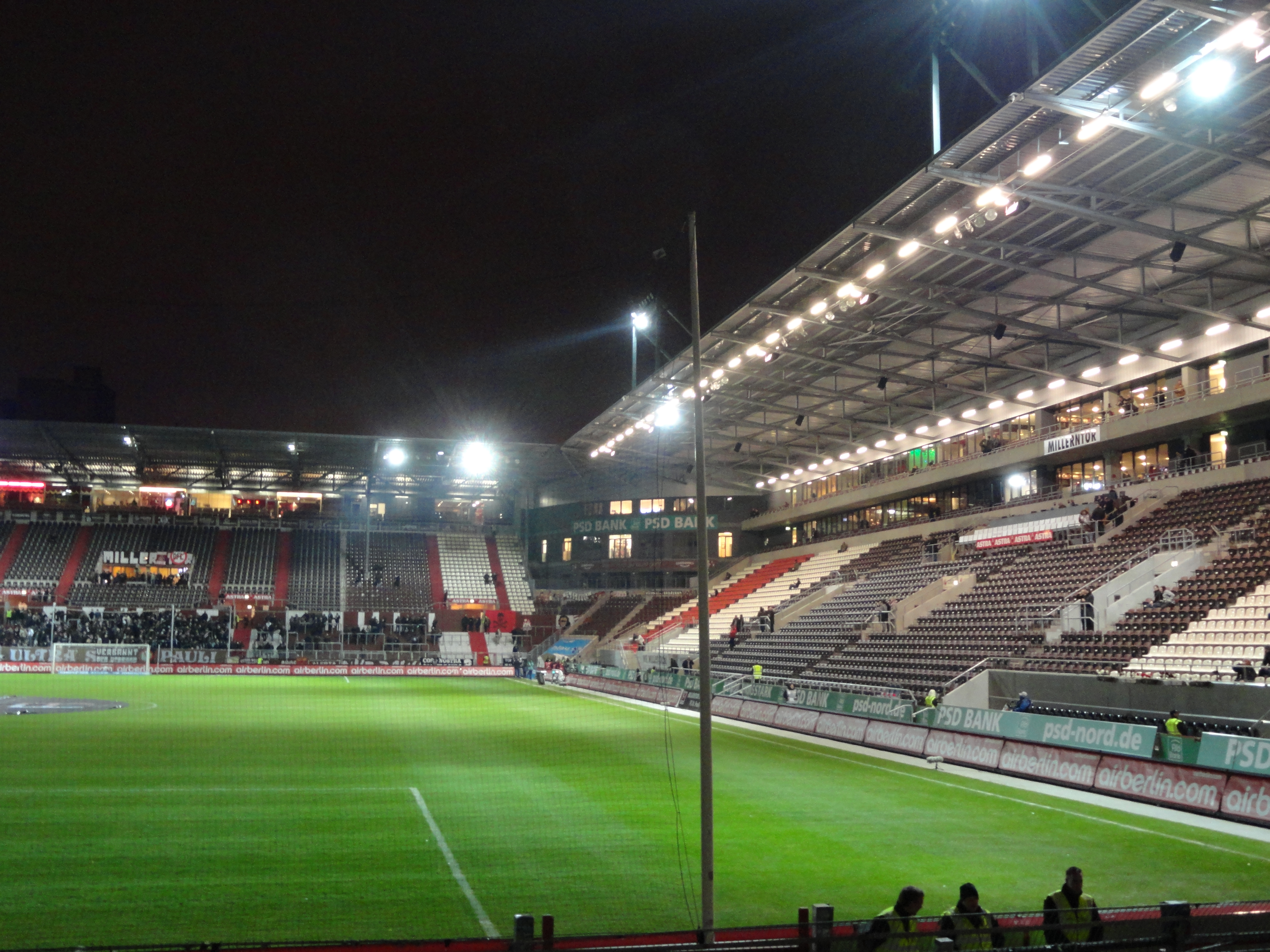
Gol Sur y Tribuna (2012)
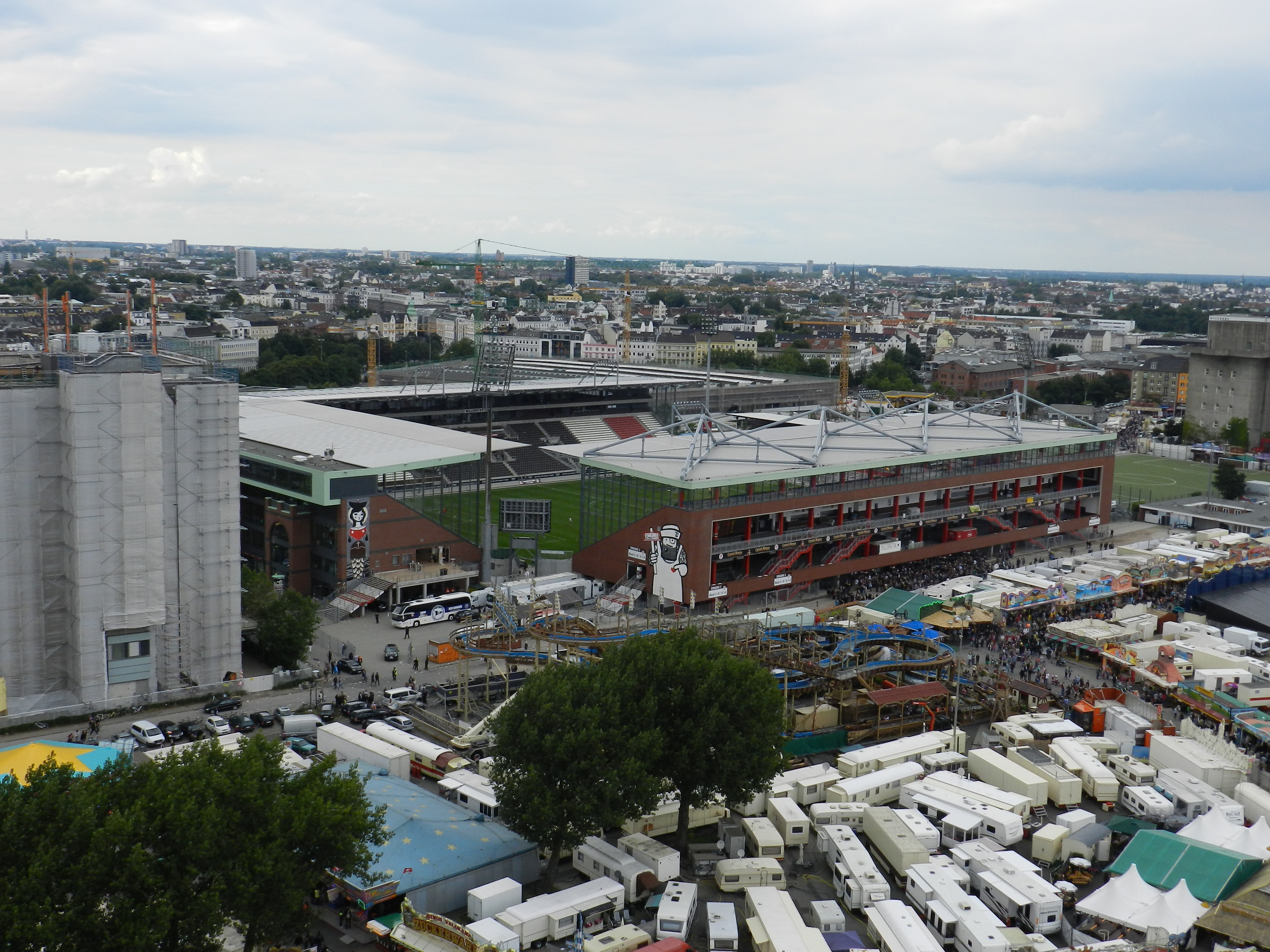
Vista aérea en 2013
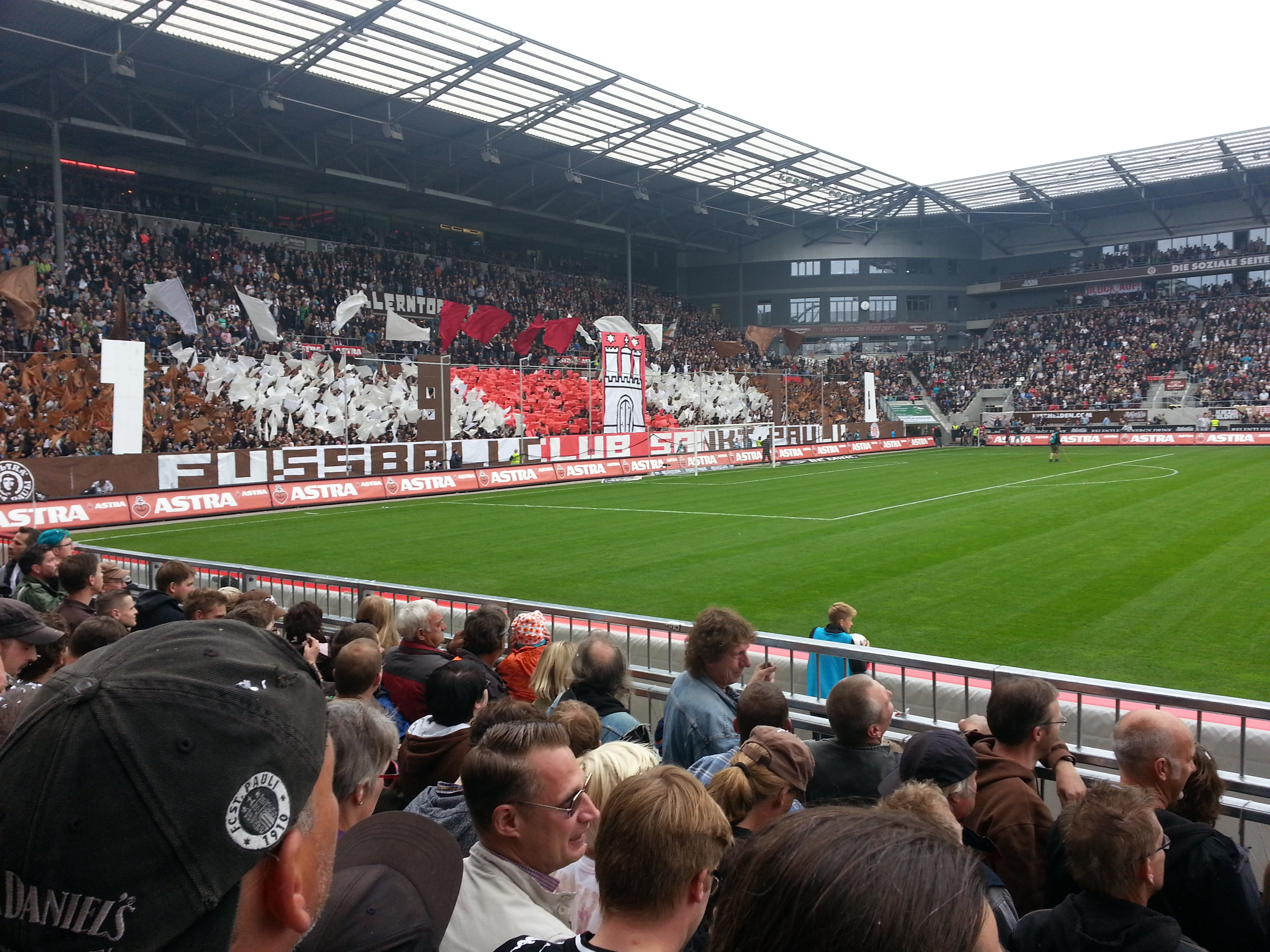
FC St. Pauli - FSV Frankfurt en 2013, en la nueva Gegengerade.
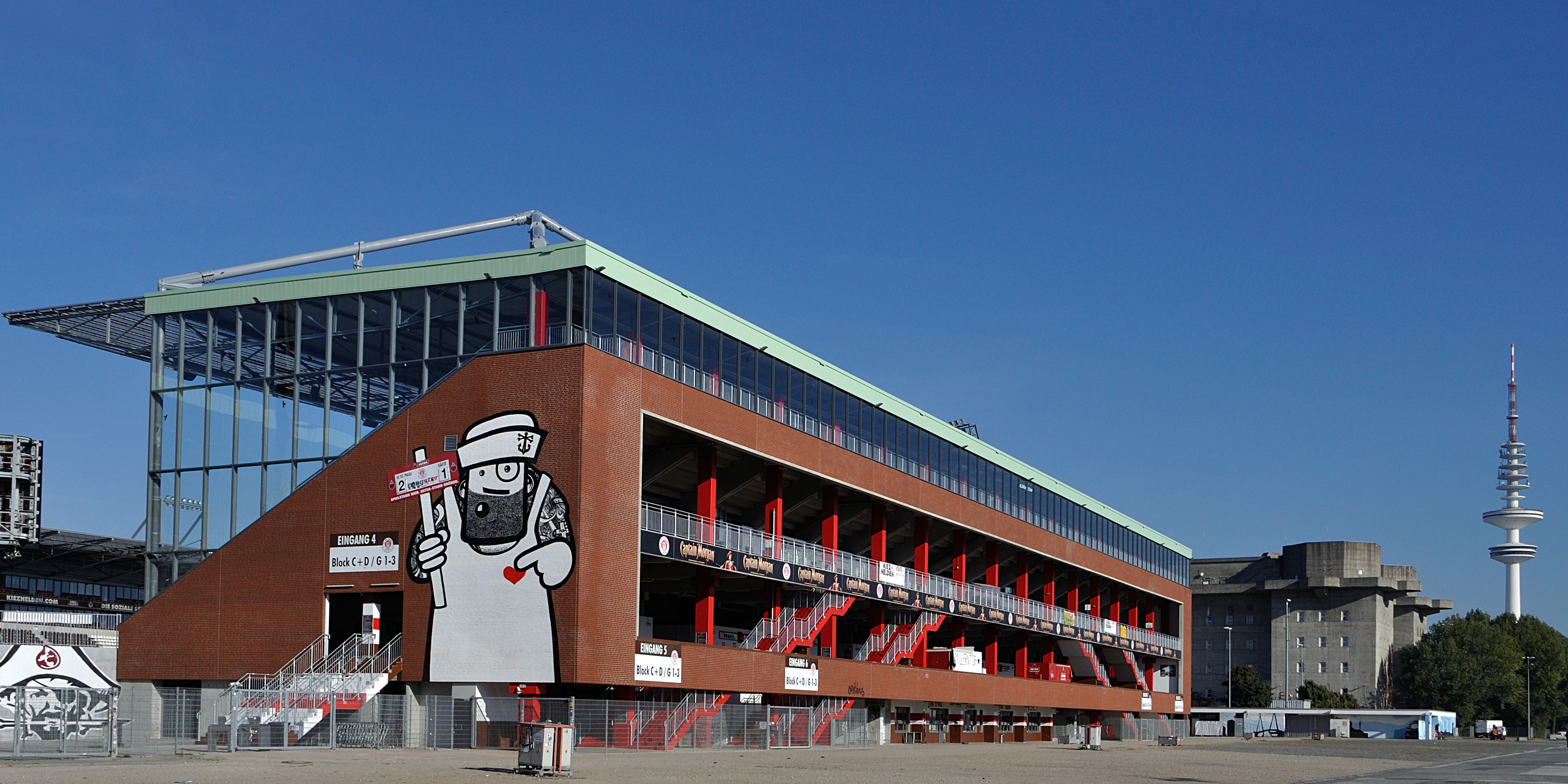
Vista exterior de la nueva Gegengerade (2013).
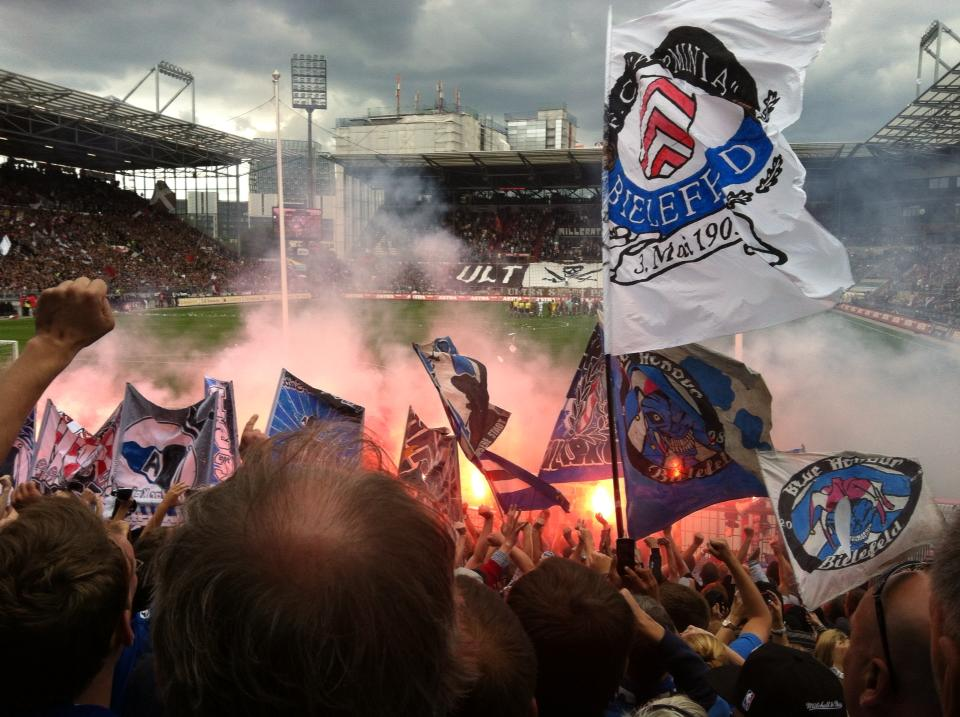
FC St. Pauli - Arminia Biefeld en 2013.
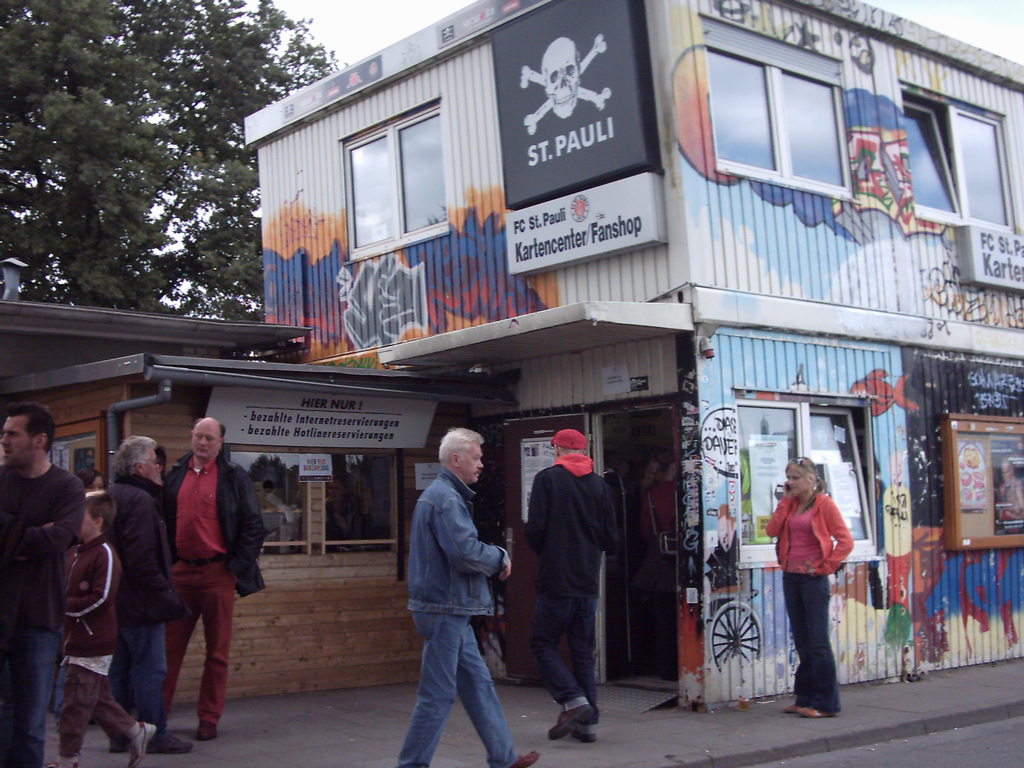
Antigua Fanshop en Millerntor.